# Ауэнштайн
Ауэнштайн (нем. Auenstein AG) — коммуна в Швейцарии, в кантоне Аргау.
Входит в состав округа Бруг.  Население составляет 1459 человек (на 31 декабря 2006 года). Официальный код  —  4091.